# Lucie Décosse
Lucie Décosse (Chaumont, 6 d'agost de 1981) és una esportista francesa que competeix en judo.
Va participar en tres Jocs Olímpics, entre els anys 2004 i 2012, obtenint en total dues medalles, or a Londres 2012 i plata a Pequín 2008. Va guanyar quatre medalles al Campionat Mundial de Judo entre els anys 2005 i 2011, i set medalles al Campionat Europeu de Judo entre els anys 2002 i 2011.

## Palmarès internacional
| Jocs Olímpics     | Jocs Olímpics              | Jocs Olímpics | Jocs Olímpics |
| Any               | Lloc                       | Medalla       | Categoria     |
| ----------------- | -------------------------- | ------------- | ------------- |
| 2008              | Pequín ( R.P. de la Xina)  | 2             | –63 kg        |
| 2012              | Londres ( Regne Unit)      | 1             | –70 kg        |
| Campionat Mundial |                            |               |               |
| Any               | Lloc                       | Medalla       | Categoria     |
| 2005              | el Caire ( Egipte)         | 1             | –63 kg        |
| 2007              | Rio de Janeiro ( Brasil)   | 2             | –63 kg        |
| 2010              | Tòquio ( Japó)             | 1             | –70 kg        |
| 2011              | París ( França)            | 1             | –70 kg        |
| Campionat Europeu |                            |               |               |
| Any               | Lloc                       | Medalla       | Categoria     |
| 2002              | Maribor ( Eslovènia)       | 1             | –63 kg        |
| 2005              | Rotterdam ( Països Baixos) | 3             | –63 kg        |
| 2006              | Tampere ( Finlàndia)       | 2             | –63 kg        |
| 2007              | Belgrad ( Sèrbia)          | 1             | –63 kg        |
| 2008              | Lisboa ( Perú)             | 1             | –63 kg        |
| 2009              | Tiflis ( Geòrgia)          | 1             | –70 kg        |
| 2011              | Istanbul ( Turquia)        | 3             | –70 kg        |